# Зелиньский, Владислав
Влади́слав Зели́ньский (пол. Władysław Zieliński; 24 июля 1935, Варшава) — польский гребец-байдарочник, выступал за сборную Польши в конце 1950-х и на всём протяжении 1960-х годов. Участник трёх летних Олимпийских игр, бронзовый призёр Олимпиады в Риме, чемпион мира, серебряный и бронзовый призёр чемпионатов Европы, победитель многих регат национального и международного значения.

## Биография
Родился 24 июля 1935 года в Варшаве. Активно заниматься греблей начал с раннего детства, проходил подготовку в столичном спортивном клубе «Спуйня».
Первого серьёзного успеха на взрослом международном уровне добился в 1958 году, когда попал в основной состав польской национальной сборной и побывал на чемпионате мира в Праге, откуда привёз награду золотого достоинства, выигранную в зачёте двухместных байдарок на дистанции 500 метров. Год спустя на европейском первенстве в немецком Дуйсбурге дважды поднимался на пьедестал почёта, получил бронзу в двойках на пятистах метрах и в эстафете 4 × 500 м.

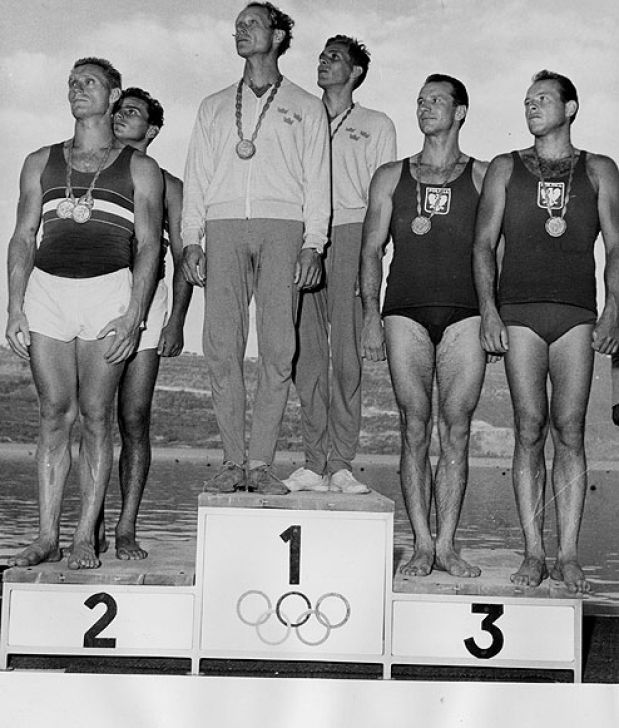
Стефан Капланяк и Владислав Зелиньский на пьедестале почёта Олимпиады 1960 года

Будучи одним из лидеров гребной команды Польши, благополучно прошёл квалификацию на летние Олимпийские игры 1960 года в Риме — вместе с новым партнёром Стефаном Капланяком занял третье место в километровой гонке байдарок-двоек и завоевал тем самым бронзовую олимпийскую медаль — в финале его обошли только экипажи из Швеции и Венгрии. Кроме того, выступил здесь в эстафете и был близок к призовым позициям, став в итоге четвёртым.
После успешной римской Олимпиады Зелиньский остался в основном составе польской национальной сборной и продолжил принимать участие в крупнейших международных регатах. Так, в 1961 году он представлял страну на домашнем чемпионате Европы в Познани и выиграл серебряную медаль среди двухместных байдарок на пятистах метрах. Прошёл отбор и на Олимпийские игры 1964 года в Токио, вместе с тем же Стефаном Капланяком на километровой дистанции пытался повторить успех четырёхлетней давности, однако на сей раз сумел дойти лишь до утешительного раунда. 
Благодаря череде удачных выступлений удостоился права защищать честь страны на Олимпийских играх 1968 года в Мехико — стартовал в зачёте четырёхместных байдарок на тысяче метрах и расположился в итоговом протоколе на восьмой позиции. Вскоре по окончании этих соревнований в 1969 году принял решение завершить карьеру профессионального спортсмена, уступив место в сборной молодым польским гребцам.

## Награды
- Крест Заслуги 1-й степени (1960[1])